# Kutaisis bilfabrik
Kutaisis bilfabrik, förkortat KAMP (georgiska: ქუთაისის ავტომექანიკური ქარხანა, k'ut'aisis saavtomobilo k'archana) är en lastbilsfabrik belägen i Kutaisi, Georgien. Under sovjettiden fick fabriken sitt namn efter Grigorij Ordzjonikidze. 
Fabriken grundades år 1945 och år 1951 byggdes den första lastbilen, KAZ-150, i fabriken. Fabriken har totalt producerat åtta lastbilsmodeller och tre släpvagnsmodeller. År 2006 gick fabriken samman med den georgiska industrigruppen och bytte namn till KAMP och i och med detta ökade fabrikens produktion igen.

## Modeller
- KAZ-120T
- KAZ-150
- KAZ-585
- KAZ-600
- KAZ-601
- KAZ-605
- KAZ-606
- KAZ-608
- KAZ-4540